# موزه ملی تاریخ طبیعی (فرانسه)
موزهٔ ملی تاریخ طبیعی (به فرانسوی: Muséum national d'histoire naturelle) موزه ملی تاریخ طبیعی فرانسه و گران‌اتابلیسمان دانشگاه سوربن است. موزهٔ اصلی و چهار نگارخانهٔ آن در پاریس است و ژاردن د پلانت در کرانهٔ چپ رود سن قرار دارد. از ۱۶۳۵ از باغ آن به عنوان محلی برای پرورش گیاهان دارویی استفاده می‌شود، ولی موزه به‌طور رسمی در ۱۷۹۳ و در خلال انقلاب فرانسه تأسیس شد. این موزه در حال حاضر دارای چهارده سایت در سراسر فرانسه می‌باشد.